# Ryo Shinzato
Ryo Shinzato (新里 亮 Shinzato Ryo?), född 19 maj 1990 i Aichi prefektur, är en japansk fotbollsspelare.
Shinzato började sin karriär 2013 i Mito HollyHock. Han spelade 94 ligamatcher för klubben. 2016 flyttade han till Ventforet Kofu. Efter Ventforet Kofu spelade han för Júbilo Iwata.